# Batman Day
Il Batman Day è un evento annuale nato nel 2014 che celebra l'anniversario della prima pubblicazione negli Stati Uniti d'America degli albi a fumetti di Batman. Numerosi eventi sono organizzati in tutto il mondo, in particolare nei paesi anglofoni.

## Eventi
Il primo Batman Day è stato festeggiato il 23 luglio 2014, in occasione del 75º anniversario del debutto del personaggio sulla testata Detective Comics. Successivamente si è scelta come data fissa per l'evento il terzo sabato di settembre.
Le date del Batman Day sono state:
- 26 settembre 2015[4]
- 17 settembre 2016[5]
- 23 settembre 2017[6]
- 15 settembre 2018[7]
- 21 settembre 2019[8]
- 19 settembre 2020[9]
- 18 settembre 2021
- 17 settembre 2022
- 16 settembre 2023
- 21 settembre 2024